# ガリガリくりぃむ
『GARIGARIくりぃむ』（ガリガリくりぃむ）は、2012年10月3日から2013年3月27日までテレビ朝日で放送されていたバラエティ番組。

## 概要
くりぃむしちゅーの2人が、今まで以上に「ガリガリ」と番組を推し進めていくくりぃむシリーズ第3弾。
同時間帯に2012年9月26日まで放送されていた『GORIGORIくりぃむ』をリニューアルしたものである。
番組名はこれまでと同様に、『ガリガリくりぃむ』または『GARIGARIくりぃむ』と表記される。
2013年2月26日より、YouTubeにて、撮り下ろしオリジナル動画を配信開始。
2013年4月からは火曜1:51 - 2:21（月曜深夜）に移動した上で『GURIGURIくりぃむ』にリニューアルされた。

## 出演者
レギュラー（司会）
- くりぃむしちゅー（上田晋也・有田哲平） - 字幕放送では有田の声が黄色、上田の声が水色になっている。

## ネット局と放送時間
| 放送対象地域   | 放送局                 | 系列           | 放送日時                     | 放送開始日     | ネット状況 |
| -------------- | ---------------------- | -------------- | ---------------------------- | -------------- | ---------- |
| 関東広域圏     | テレビ朝日（EX）       | テレビ朝日系列 | 水曜 1:21 - 1:51（火曜深夜） | 2012年10月3日  | 制作局     |
| 香川県・岡山県 | 瀬戸内海放送（KSB）    | テレビ朝日系列 | 火曜 0:20 - 0:50（月曜深夜） | 2012年10月9日  | 遅れネット |
| 愛媛県         | 愛媛朝日テレビ （eat） | テレビ朝日系列 | 日曜 1:15 - 1:45（土曜深夜） | 2012年10月21日 | 遅れネット |
| 福島県         | 福島放送（KFB）        | テレビ朝日系列 | 水曜 0:50 - 1:20（火曜深夜） | 2012年10月17日 | 遅れネット |
| 福岡県         | 九州朝日放送（KBC）    | テレビ朝日系列 | 水曜 1:15 - 1:45（火曜深夜） | 2012年10月17日 | 遅れネット |
| 岩手県         | 岩手朝日テレビ（IAT）  | テレビ朝日系列 | 火曜 1:20 - 1:50（月曜深夜） | 2012年10月23日 | 遅れネット |
| 石川県         | 北陸朝日放送（HAB）    | テレビ朝日系列 | 火曜 1:20 - 1:50（月曜深夜） | 2012年10月23日 | 遅れネット |
| 中京広域圏     | メ〜テレ（NBN）        | テレビ朝日系列 | 水曜 0:50 - 1:20（火曜深夜） | 2012年10月24日 | 遅れネット |
| 北海道         | 北海道テレビ（HTB）    | テレビ朝日系列 | 木曜 0:50 - 1:25（水曜深夜） | 2012年10月25日 | 遅れネット |
| 長崎県         | 長崎文化放送（NCC）    | テレビ朝日系列 | 木曜 1:25 - 1:55（水曜深夜） | 2012年10月25日 | 遅れネット |
| 宮城県         | 東日本放送（KHB）      | テレビ朝日系列 | 金曜 0:20 - 0:50（木曜深夜） | 2012年10月26日 | 遅れネット |
| 青森県         | 青森朝日放送（ABA）    | テレビ朝日系列 | 火曜 0:20 - 0:50（月曜深夜） | 2012年10月30日 | 遅れネット |
| 全国放送       | テレ朝チャンネル       | 専門チャンネル | 土曜 22:00 - 22:30 他        | 2012年11月3日  | 遅れネット |
| 熊本県         | 熊本朝日放送（KAB）    | テレビ朝日系列 | 日曜 1:55 - 2:25（土曜深夜） | 2012年11月4日  | 遅れネット |
| 山口県         | 山口朝日放送（yab）    | テレビ朝日系列 | 火曜 1:10 - 1:40（月曜深夜） | 2012年11月6日  | 遅れネット |
| 大分県         | 大分朝日放送（OAB）    | テレビ朝日系列 | 金曜 1:20 - 1:50（木曜深夜） | 2012年11月30日 | 遅れネット |
| 近畿広域圏     | 朝日放送（ABC）        | テレビ朝日系列 | 日曜 1:49 - 2:19（土曜深夜） | 2013年1月13日  | 遅れネット |
| 鹿児島県       | 鹿児島放送（KKB）      | テレビ朝日系列 | 火曜 1:15 - 1:45（月曜深夜） | 2013年2月5日   | 遅れネット |
| 静岡県         | 静岡朝日テレビ（SATV） | テレビ朝日系列 | 火曜 0:20 - 0:50（月曜深夜） | 2013年3月26日  | 遅れネット |

## スタッフ
- ナレーター：佐藤賢治
- 企画：上田晋也、有田哲平
- 構成：渡辺真也、北本かつら、町田裕章、樅野太紀
- TM：大島秀一
- カメラ：門倉秀樹（SWISH JAPAN）
- 音声：中西由香里（SWISH JAPAN）
- 美術：井磧伸介
- 照明：小峯芳記
- 美術進行：入江大介（テレビ朝日クリエイト）、廣澤陽子（テレビ朝日クリエイト）
- 大道具：後藤貴弘
- ヘアメイク：小川和美
- CG：南治樹、松尾裕介、真栄城樹
- 音効：加藤つよし
- 編集：米澤武史（IMAGICA）
- MA：宝月健（IMAGICA）
- 編成：寿崎和臣
- 宣伝：高橋夏子
- TK：吉条雅美
- デスク：中川千波
- 協力：東京オフラインセンター
- AD：山本健矢
- AP：吉田奈央
- ディレクター：藤本達也、宮本大輔、中西正太、土井功輔
- チーフディレクター：山内智未
- プロデューサー：鈴木忠親
- ゼネラルプロデューサー：藤井智久
- 制作著作：テレビ朝日